# Dendropsophus columbianus
Dendropsophus columbianus är en groddjursart som först beskrevs av Oskar Boettger 1892.  Dendropsophus columbianus ingår i släktet Dendropsophus och familjen lövgrodor. IUCN kategoriserar arten globalt som livskraftig. Inga underarter finns listade i Catalogue of Life.